# Ray Mielczarek
Ray Mielczarek (Caernarfon, 10 de febrero de 1946 - Wrexham, 30 de octubre de 2013) fue un jugador de fútbol profesional galés que jugaba en la posición de defensa.

## Biografía
Ray Mielczarek debutó como futbolista profesional en 1964 con el Wrexham FC a los 18 años de edad tras subir al primer equipo desde la cantera. Tras jugar durante tres temporadas en el club y haber jugado en 76 partidos, Mielczarek fue traspasado al Huddersfield Town FC por 20,000 libras. Jugó durante cuatro años en el club, aunque tan solo pudo jugar en 26 partidos y marcar un gol, ya que sufrió una lesión en el ligamento cruzado anterior. Así que el club decidió traspasar al jugador en 1971 al Rotherham United FC. Tras jugar 115 partidos y haber marcado siete goles, Mielczarek se vio forzado a retirarse debido a su lesión.
Ray Mielczarek falleció el 30 de octubre de 2013 en Wrexham a los 67 años de edad.

## Selección nacional
Ray Mielczarek jugó un partido con la selección de fútbol de Gales en un partido contra Finlandia que acabó con un resultado de 1-0 a favor del combinado galés el 26 de mayo de 1971.

## Clubes
| Club                 | País       | Año         | Partidos | Goles |
| -------------------- | ---------- | ----------- | -------- | ----- |
| Wrexham FC           | Gales      | 1964 - 1967 | 76       | 0     |
| Huddersfield Town FC | Inglaterra | 1967 - 1971 | 26       | 1     |
| Rotherham United FC  | Inglaterra | 1971 - 1974 | 115      | 7     |